# Јунити (Саскачеван)
Јунити (енгл. Unity) је насељено место са административним статусом варошице у западном делу канадске провинције Саскачеван. Насеље се налази на раскрсници магистралних друмова 14 и 21 на око 90 км југозападно од града Северни Бетлфорд, односно на око 30 км западно од варошице Вилки. Административна граница са провинцијом Алберта налази се свега 60 км западније.

## Историја
Насељавање овог подручја почело је 1904, али до интензивнијег развоја долази тек након отварања железнице 1908. године. Већ током 20-их година прошлог века насеље је имало преко 600 становника. Насеље је доживело потпуни привредни преображај након открића бројних нафтних поља, а већ 1944. Јунити је постао треће насеље у провинцији које је у потпуности било гасификовано (Лојдминстер од 1934. и Камсак од 1937). Током истраживања нафтних резерви откривена су и бројна лежишта камене соли, а у насељу и данас постоји рудник и фабрика за прераду соли. У истом периоду отворен је и рудник поташе.
Убрзан развој привредних активности довео је и до наглог пораста у броју становника, са 682 колико је регистровано 1941, на 1.250 1951, док се у наредних десет година број становника готово удвостручио.

## Демографија
Према резултатима пописа становништва из 2011. у варошици је живело 2.389 становника у 1.119 домаћинстава, што је за 11,3% више у односу на 2.147 житеља колико је регистровано приликом пописа 2006. године.
| 2006. | 2011. | 2016. |
| ----- | ----- | ----- |
| 2.147 | 2.389 | 2.573 |